# Santa Eulália de Rio Covo
Santa Eulália de Rio Covo is een plaats (freguesia) in de Portugese gemeente Barcelos en telt 1 033 inwoners (2001).

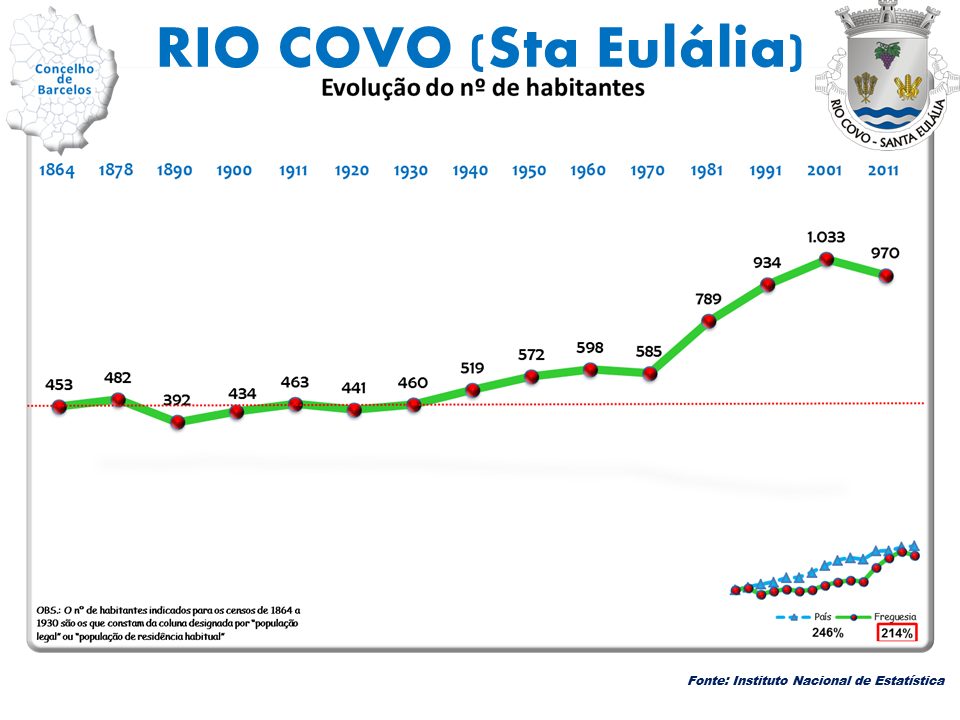
Bevolkingsontwikkeling tussen 1864 en 2011